# Perú.21
Perú.21 é um jornal peruano com sede em Lima.

## Antecedentes
Em 2002, o Perú.21 foi fundado pelo economista Augusto Álvarez Rodrich e rapidamente se tornou um dos principais jornais do Peru, conhecido por suas provocativas charges.

## Controvérsia
Em 2012, a página oficial do Perú.21 foi brevemente bloqueado pelo governo do Peru após publicar um artigo com críticas à gestão orçamentária do governo.
Poucos meses depois, um ex-jornalista que já havia trabalhado para Perú.21 foi detido e preso por invadir as contas de email de funcionários do governo.